# 290

290(이백구십)은 289보다 크고 291보다 작은 자연수다.

## 수학
- 합성수로, 그 약수는 1, 2, 5, 10, 29, 58, 145, 290이다. 진약수의 합은 250이므로, 290은 부족수다.
- 32번째 쐐기수다. 앞의 쐐기수는 286, 다음 쐐기수는 310이다.
- 21번째 불가촉수다. 앞의 불가촉수는 288, 다음은 292이다.
- {\displaystyle 290=67+71+73+79}
  - 연속하는 네 소수(素數)의 합으로 나타낼 수 있는 수다. 이 성질을 지닌 앞의 수는 272, 다음 수는 306이다.
- {\displaystyle 290=11^{2}+13^{2}}
  - 연속하는 두 홀수의 제곱합으로 나타낼 수 있는 수다. 이 성질을 지닌 앞의 수는 202, 다음 수는 394다.
  - 연속하는 두 소수(素數)의 제곱합으로 나타낼 수 있는 수다. 이 성질을 지닌 앞의 수는 170, 다음 수는 458이다.
- {\displaystyle 290=1^{2}+8^{2}+15^{2}}
  - 공차가 7인 세 자연수의 제곱합으로 나타낼 수 있는 가장 작은 수다. 이 성질을 지닌 다음 수는 341이다.
- {\displaystyle 59^{2}-1}은 290으로 나누어떨어진다.

## 과학
- NGC 290(영어판): 큰부리새자리 방향에 있는 산개 성단.

## 교통
- 일본 290번 국도(일본어판): 니가타현 무라카미시에서 우오누마시까지 이어지는 일본의 국도.
- 현도 제290호선

## 군사
- U-290(영어판): 제2차 세계 대전에 사용된 나치 독일의 군용 잠수함.

## 문화유산
- 대한민국의 국보 제290호: 양산 통도사 대웅전 및 금강계단
- 대한민국의 보물 제290호: 고창 선운사 대웅전
- 대한민국의 사적 제290호: 대구 계산동성당

## 방송
- 지니 TV의 미국 방송인 HITS 채널 번호.
- B tv의 CBS TV 채널 번호.
- LG헬로비전의 C채널 채널 번호.

## 기타
- 연도: 290년, 기원전 290년
- 290년대
- 한국십진분류법에서 불교, 기독교, 도교, 천도교, 힌두교, 브라만교, 이슬람교를 제외한 기타 종교에 관한 책들이 분류되는 번호.